# Grb Finske
Grb Finske darovan je na pokopu Gustava Vase godine 1560. i još uvijek je službeni finski grb. Također je bio korišten kao simbol Velikog Vojvodstva Finske.
Pretpostavlja se da lav dolazi od vladarske kuće Folkung i prisutan je i na švedskom grbu. Dvije vrste mačeva su slične onima na karelskom grbu. Zakrivljena ruska sablja ispod nogu lava prikazuje tadašnju političku situaciju i stalni rat Švedske i Rusije. Za devet ruža se uobičajeno misli da predstavljaju devet povijesnih finskih provincija, ali se broj ruža mijenjao i nije vezan za to.
Grb se također nalazi i na mornaričkoj zastavi Finske.

## Sastav grba prema zakonskom opisu (akt 381/78)
Crveni štit, između devet srebrnih ruža, uspravni lav sa zlatnom krunom, umjesto prednje desne šape s oklopljenom ljudskom rukom, koja drži mač, gazeći po sablji okrenutoj nadolje i desno.

## Vanjske poveznice
- Više o grbu  Arhivirana inačica izvorne stranice od 23. rujna 2004. (Wayback Machine)